# Rafael Addiego Bruno
Rafael Addiego Bruno, né le 23 février 1923 à Salto et mort le 20 février 2014 à Montevideo, est un juriste et homme d'État uruguayen.
En 1984, il devient président de la Cour suprême et à ce titre, à la suite de la démission du général Gregorio Álvarez, il exerce provisoirement les fonctions de président de la République du 12 février au 1er mars 1985, date à laquelle il transmet le pouvoir à Julio María Sanguinetti, président élu démocratiquement.

## Biographie
Addiego est président de la Cour suprême depuis 1984, date à laquelle le général Gregorio Álvarez , président en exercice, qui n'avait pas accueilli favorablement la candidature du parti Colorado, Sanguinetti, et son élection à la présidence en novembre 1984, a décidé de démissionner en février 1984. 1985.
En 1985, les membres du Conseil de sécurité nationale, qui avaient initialement parrainé la nomination de M. Álvarez à la présidence en 1981, avaient été de plus en plus divisés. M. Sanguinetti et ses partisans du Parti Colorado ont estimé qu'ils avaient de bonnes raisons de chercher à discréditer M. Alvarez en faveur de leurs droits. candidat. Pour les membres (relativement) modérés du Conseil de sécurité nationale et pour Sanguinetti et ses partisans, un chiffre transitoire mutuellement acceptable a été recherché.
Ainsi, c'est Addiego qui est venu brièvement occuper le reste du mandat prévu d'Alvarez jusqu'à ce que le président élu, M. Sanguinetti, soit assermenté au début du mois de mars 1985.
Les défenseurs de l'arrangement politique par lequel Addiego est devenu président ont été en mesure d'indiquer qu'il permettait à Sanguinetti de recevoir le transfert de poste d'un civil (Álvarez étant un général). Pour les observateurs internationaux, l'aspect de relations publiques de ce que l'on a appelé la transition de l' Uruguay à la démocratie a été renforcé par la distance psychologique croissante entre Sanguinetti et Álvarez . Les sceptiques ont pu se rappeler que depuis Juan María BordaberryLe coup d'État de 1973, qui avait entraîné une implication accrue de l'armée uruguayenne dans le gouvernement, plusieurs des soi-disant présidents du "gouvernement militaire" - Bordaberry, Demicheli et Méndez, étaient en fait des civils, et c'était l'armée - soutenu le Conseil national de sécurité dans tous les cas ayant coopéré avec les élections présidentielles de novembre 1984. En outre, il est indéniable que de nombreux membres du parti Colorado de Sanguinetti ont appuyé le gouvernement par décret, tant au cours des 12 années précédentes que pendant le régime extra-parlementaire de Gabriel Terra au cours des années 1930.
Quoi qu’il en soit, les raisons qui ont conduit à la brève présidence d’Adie Addiego illustrent bien la nature et même les ambiguïtés qui sous-tendent la transition vers la présidence de Sanguinetti.
L'épisode qui a conduit Addiego à occuper le bureau intérimaire de la présidence uruguayenne présente sans doute des parallèles historiques avec la réticence du président élu Dwight D. Eisenhower à observer les protocoles pré-inauguraux avec l'administration sortante du président Harry S. Truman en 1953. à une époque de tension politique et discursive exacerbée.
Lorsqu’il a succédé à la présidence, Addiego n’avait pas encore occupé le poste de vice-président de l’Uruguay, son poste étant suspendu depuis 1973. Il convient toutefois de noter qu’après sa renonciation à la présidence, le poste de vice- président Le président de l'Uruguay a été rétabli.
Au cours de la période de 1973-1985 du régime civilo-militaire au cours duquel Addiego Bruno a participé en tant que président de la Cour suprême puis président de la République par intérim, son appartenance politique manifeste n'était pas apparente. Il s’est par la suite identifié avec l’Uruguayen Unión Cívica . Après avoir quitté la présidence par intérim en mars 1985, il a continué à siéger en tant que président de la Cour suprême et s'est retiré en 1993.
À la mort d’Addiego en 2014, il était réputé pour son existence d’anciens titulaires de fonctions publiques uruguayennes, alors même qu’il avait présidé la Cour suprême pendant une période controversée de régime civilo-militaire et a été élu au poste de président de l'Uruguay, qu'il a occupé par intérim de février à mars 1985. En cela, il ressemblait à plusieurs présidents intérimaires de la fin du XIXe siècle, qui avaient été provisoirement chef de l'État à la suite de négociations parfois complexes. procédures entre les principaux acteurs du pouvoir politique.